# Trung đoàn 3, Sư đoàn 324
Trung đoàn Bộ binh 3 tiền thân là Trung đoàn 29 thuộc Quân khu 4 được thành lập ngày 13 tháng 5 năm 1965 tại xã Vạn Trạch, huyện Bố Trạch, tỉnh Quảng Bình hay còn gọi là Đoàn Thuận Hoá, là một trong ba Trung đoàn đủ quân của Sư đoàn 324, hiện nay Trung đoàn Bộ binh 3 đóng quân trên địa bàn 2 huyện Triệu Sơn và huyện Thọ Xuân của tỉnh Thanh Hoá

## Tổ chức hiện tại

### Tổ chức Đảng

#### Tổ chức chung
Năm 2006, thực hiện chế độ một người chỉ huy gắn với thực hiện chế độ chính ủy, chính trị viên trong Quân đội. Theo đó Đảng bộ Trung đoàn 3 bao gồm:
- Đảng bộ Trung đoàn 3 là cao nhất.
- Đảng bộ các Tiểu đoàn thuộc Trung đoàn 3
- Chi bộ các Đại đội, các cơ quan Trung đoàn, các đơn vị cơ sở

#### Đảng uỷ Trung đoàn 3
- Bí thư: Chính ủy Trung đoàn
- Phó Bí thư: Trung đoàn trưởng

#### Ban Thường vụ
- Ủy viên Thường vụ: Phó Trung đoàn trưởng, Tham mưu trưởng Trung đoàn
- Ủy viên Thường vụ: Phó Chính ủy Trung đoàn
- Ủy viên Thường vụ: Chủ nhiệm Chính trị Trung đoàn

### Tổ chức Chính quyền
- Bốn cơ quan Trung đoàn:

- Ban Tham mưu: 
Đ/c: Trung tá Trần Nam Long - Tham mưu trưởng
- Ban Chính trị
Đ/c: Thiếu tá Nguyễn Trọng Phú - Chủ nhiệm Chính trị
- Ban Hậu cần
Đ/c: Thiếu tá Nguyễn Đình Diện - Chủ nhiệm Hậu cần
- Ban Kỹ thuật
Đ/c: Thượng úy Phan Công Thưởng - Chủ nhiệm Kỹ thuật
- Ba Tiểu đoàn Bộ binh:

- Tiểu đoàn Bộ binh 7 đóng quân ở huyện Triệu Sơn, tỉnh Thanh Hoá.
- Tiểu đoàn Bộ binh 8 đóng quân ở huyện Triệu Sơn, tỉnh Thanh Hoá.
- Tiểu đoàn Bộ binh 9 đóng quân ở xã Tây Hồ huyện Thọ Xuân, tỉnh Thanh Hoá.
- Tám đại đội trực thuộc:

- Đại đội 14 Co100mm
- Đại đội 15 SPG-9
- Đại đội 16 SMPK 12.7mm
- Đại đội 17 Công binh
- Đại đội 18 Thông tin
- Đại đội 20 Trinh sát
- Đại đội 24 Quân y
- Đại đội 25 Vận tải

## Tên gọi
Cũng như phần lớn các đơn vị từ cấp trung đoàn trở lên của Quân đội nhân dân Việt Nam, Trung đoàn Bộ binh 3 được mang một danh hiệu riêng là "Đoàn Thuận Hoá". Tên gọi này được đặt theo địa danh nơi mà Trung đoàn được thành lập.

## Thành tích
- Được tuyên dương Anh hùng Lực lượng Vũ trang Nhân dân ngày 23 tháng 9 năm 1973
- 4 Huân chương Quân công hạng 3
- 3 Huân chương Quân công hạng 1
- Cùng nhiều phần thưởng cao quý khác